# Oxycheilinus unifasciatus
Oxycheilinus unifasciatus is een  straalvinnige vissensoort uit de familie van lipvissen (Labridae). De wetenschappelijke naam van de soort is voor het eerst geldig gepubliceerd in 1877 door Streets.
De soort staat op de Rode Lijst van de IUCN als niet bedreigd, beoordelingsjaar 2008.